# Челядінове
Челяді́нове (до 1948 — Тьобечик, крим. Töbeçik) — село Керченського району Автономної Республіки Крим.